# Олга Бознанска
Олга Хелена Каролина Бозна̀нска, герб Новѝна (на полски: Olga Helena Karolina Boznańska) е полска художничка от началото на 20 в. Известна е в Полша и Европа и стилистистично е асоциирана с френския импресионизъм.

## Биография
Родена е на 15 април 1865 г. в Краков, Австрийска империя. Дъщеря е на жп инженера Адам Новина Бознански и Евгения, по баща Мондан. Бознанска започва да се учи да рисува при Юзеф Шедлецки и Кажимеж Похвалски. Учи в девическото училище „Адриан Баранецки“. През 1886 г. за първи път показва свои картини на изложението на Краковската асоциация на приятелите на изящните изкуства. От 1886 до 1990 г. учи изкуство в частните училища на Карл Крихелдорф и Вилхелм Дюр в Мюнхен. От тогава нататък тя започва да рисува почти изцяло портрети, натюрморти и ландшафти. През 1898 г. се присъединява към Обществото на полските художници „Щука“ (на полски „щука“ означава „творба“) и същата година се премества в Париж. Там става член на Société Nationale des Beaux-Arts. Освен това е била член на Полското общество за литература и изкуство (на полски: Polskie Towarzystwo Literacko-Artystyczne).
Най-известният ѝ портрет е неизвестното дете в Момичето с хризантемите. Картината учудва нейните съвременници със символната си атмосфера и психологическо прозрение. Бознанска е наградена с френския Орден на почетния легион (1912), Златен лавров венец на Полската академия на литературата (1936), Орден на възродена Полша (1938). Умира в Париж на 26 октомври 1940 г.
|                       |
| Портрет на жена, 1888 |

|                   |
| Самопортрет, 1893 |

|                               |
| Момичето с хризантемите, 1894 |

|                  |
| Майчинство, 1902 |

|      |
| Рози |

|                    |
| Две момичета, 1906 |